# Thomas R. Case

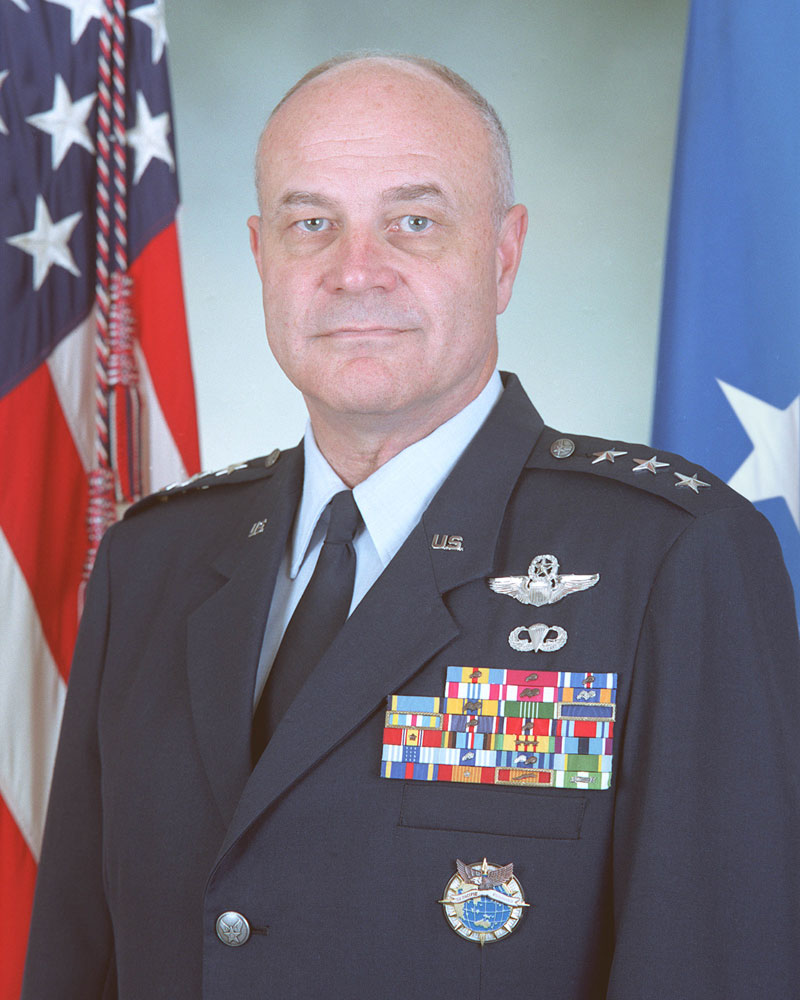
Thomas R. Case (2003)

Thomas R. Case (* um 1947) ist ein pensionierter Generalleutnant der United States Air Force. Er war unter anderem Kommandeur der 11. Luftflotte (Eleventh Air Force).
Im Jahr 1969 absolvierte er die United States Air Force Academy in Colorado Springs. Nach seiner Graduation wurde er als Leutnant in das Offizierskorps der Air Force aufgenommen. In der Folge durchlief er alle Offiziersgrade vom Leutnant bis zum Drei-Sterne-General.
Im Lauf seiner militärischen Karriere absolvierte er verschiedene Kurse und Schulungen. Dazu gehörten unter anderem eine Ausbildung zum Kampfpiloten und weitere Fortbildungskurse als Pilot neuer Flugzeugtypen; die Squadron Officer School auf der Maxwell Air Force Base in Alabama; das Command and General Staff College der United States Army in Fort Leavenworth in Kansas und das National War College in Fort Lesley J. McNair in Washington, D.C. Außerdem erhielt er einen akademischen Grad von der University of Southern California.
In seinen frühen Jahren als Offizier der Luftwaffe war er an verschiedenen Stützpunkten stationiert. Dabei war er als Pilot, Flugausbilder oder Stabsoffizier bei unterschiedlichen Einheiten tätig. Dazwischen absolvierte er die erwähnten Schulungen. Zwischen Juni 1971 und August 1972 war er im Vietnamkrieg eingesetzt. Anschließend setzte er seine Laufbahn in den Vereinigten Staaten fort.
Zwischen August 1982 und Oktober 1984 war er als Oberstleutnant auf der Hahn Air Base in Deutschland stationiert. Dort war er erst Stabsoffizier und dann Kommandeur der 496. Kampfstaffel (496th Tactical Fighter Squadron). Danach diente er bis zum Juni 1986 als Stabsoffizier im Hauptquartier der Air Force. Dann gehörte er bis zum September 1988 der Fakultät des National War Colleges an (Air Force Chief of Staff Chair, National War College faculty).
Sein nächster Auftrag führte ihn auf die Shaw Air Force Base in South Carolina. Dort war er zwischen September 1988 und Juli 1990 stellvertretender Kommandeur des 363. Taktischen Kampfgeschwaders. Anschließend übernahm Thomas Case auf der Osan Air Base in Südkorea das Kommando über das 51. Geschwader, das er zwischen Juli 1990 und Juni 1992 innehatte. Danach wurde er Generalinspekteur der Pacific Air Forces, die auf der Hickham Air Force Base in Hawaii ansässig waren. Diese Aufgabe nahm er bis zum Juli 1993 wahr.
Es folgte eine Versetzung zur Elmendorf Air Force Base in Alaska. Dort kommandierte Case zwischen Juli 1993 und März 1995 das 3. Geschwader (3rd Wing). Anschließend gehörte er bis zum Februar 1997 in unterschiedlichen Funktionen erneut dem Stab im Hauptquartier der Luftwaffe an. Danach wurde er zum United States Central Command versetzt, das auf der MacDill Air Force Base in Florida stationiert ist. Zwischen Februar und August 1997 leitete Case dessen Stabsabteilung für Operationen. Danach war er bis zum Oktober 1998 Stabschef und stellvertretender Kommandeur dieses Kommandos.
Am 3. Oktober 1998 übernahm Thomas Case auf der Elmendorf Air Force Base als Nachfolger von Tommy F. Crawford das Kommando über die für Alaska zuständige 11. Luftflotte. Gleichzeitig kommandierte er in Personalunion das United States Alaskan Command und den für Alaska zuständigen Teil des North American Aerospace Defense Commands (NORAD). Dieses Amt bekleidete er bis zum 26. September 2000 als Norton A. Schwartz seine Nachfolge antrat.
Danach wurde er zum Camp H. M. Smith in Hawaii beordert. Dort übernahm er das Amt des Stabschefs und des stellvertretenden Kommandeurs des  United States Pacific Commands. Dieses Amt bekleidete er bis zu seiner Pensionierung.
Während seiner aktiven Zeit als Militärpilot absolvierte er über 4000 Flugstunden auf verschiedenen Flugzeugtypen.
Nach seiner Pensionierung arbeitete Case in verschiedenen Funktionen für die University of Alaska Anchorage (UAA). Im Jahr 2011 wurde er deren Kanzler (chancellor).

## Daten der Beförderungen
| Abzeichen | Rang               | Jahr              |
| --------- | ------------------ | ----------------- |
|           | Second Lieutenant  | 4. Juni 1969      |
|           | First Lieutenant   | 4, Dezember 1970  |
|           | Captain            | 4. Juni 1972      |
|           | Major              | 1. September 1978 |
|           | Lieutenant Colonel | 1. Dezember 1982  |
|           | Colonel            | 1. Dezember 1986  |
|           | Brigadier General  | 1. Juni 1993      |
|           | Major General      | 1. Juni 1996      |
|           | Lieutenant General | 5. Februar 1998   |

## Orden und Auszeichnungen
Thomas Case erhielt im Lauf seiner militärischen Laufbahn unter anderem folgende Auszeichnungen:
- Defense Distinguished Service Medal
- Legion of Merit
- Distinguished Flying Cross
- Air Medal
- Defense Meritorious Service Medal
- Meritorious Service Medal